# الصرم، إب
الصرم هي إحدى قرى الجمهورية اليمنية. وهي تتبع جغرافيًا لمحافظة إب. وإداريًا لمديرية الرضمة. يبلغ تعداد سكانها 1783 نسمة حسب الإحصاء الذي جرى عام 2004.